# Susanna Kurzthaler
Susanna Kurzthaler (* 16. Mai 1995 in Innsbruck) ist eine ehemalige österreichische Biathletin.

## Karriere
Susanna Kurzthaler aus Mils besucht das Skigymnasium Stams und startet für Nordic Team Absam, wo sie von Florian Steirer trainiert wird. Sie gab ihr internationales Debüt im Rahmen der Biathlon-Juniorenweltmeisterschaften 2014 in Presque Isle. Nach guten Ergebnissen in Einzel, Sprint und Verfolgung mit den Rängen 16, 13 und elf gewann sie an der Seite von Julia Schwaiger und Simone Kupfner im Staffelrennen die Bronzemedaille hinter Frankreich und Russland. Es folgten die Sommerbiathlon-Weltmeisterschaften 2014 in Tjumen. Kurzthaler wurde bei den Rennen der Juniorinnen 25. des Sprints und 23. der Verfolgung. Für die Staffel wurde sie an die Seite von Simone Kupfner, Fabian Hörl und Lorenz Wäger in die A-Staffel Österreichs berufen, die allerdings letztlich nicht startete. Auch bei den Biathlon-Juniorenweltmeisterschaften 2015 in Otepää kam sie in den Juniorenrennen zum Einsatz und wurde 25. des Einzels, Neunte des Sprints und 20. der Verfolgung. Für das Staffelrennen wurde sie erstmals in der österreichischen A-Mannschaft eingesetzt.
In Obertilliach bestritt Kurzthaler 2014 ihre ersten Rennen im IBU-Cup. Schon im ersten Einsatz erreichte sie als Sechste eines Einzels nicht nur die Punkteränge, sondern auch eine einstellige Platzierung. Es ist Kurzthalers bislang bestes Resultat in der Rennserie. Bei den Europameisterschaften 2015 bestritt sie mit Susanne Hoffmann, Christina Rieder und Fabienne Hartweger im Staffelrennen ihr erstes Rennen bei einer internationalen Meisterschaft und wurde 13.
National gewann Kurzthaler bei den Österreichischen Meisterschaften 2013 und 2014 mit Lisa Hauser und Simone Kupfner beziehungsweise mit Magdalena Fankhauser und Simone Kupfner als Vertretung Tirols die Vizemeisterschaften in den Staffelrennen.
Am 7. September 2016 beendete Kurzthaler als amtierende Junioren-Weltmeisterin ihre Karriere. Als Gründe gab sie unter anderem die Auflösung ihres Trainingsstützpunktes in Seefeld und die fehlende Unterstützung durch den ÖSV an. Zudem wurde sie nicht in die Operative Zollaufsicht aufgenommen und ohne finanzielle Absicherung wären damit weder der Umzug nach Hochfilzen noch der Verbleib im Leistungssport möglich gewesen.

## Statistik

### Platzierungen im Biathlon-Weltcup
Die Tabelle zeigt alle Platzierungen (je nach Austragungsjahr einschließlich Olympische Spiele und Weltmeisterschaften).
- 1.–3. Platz: Anzahl der Podiumsplatzierungen
- Top 10: Anzahl der Platzierungen unter den ersten zehn (einschließlich Podium)
- Punkteränge: Anzahl der Platzierungen innerhalb der Punkteränge (einschließlich Podium und Top 10)
- Starts: Anzahl gelaufener Rennen in der jeweiligen Disziplin
- Staffel: inklusive Mixed- und Single-Mixed-Staffeln

| Platzierung         | Einzel | Sprint | Verfolgung | Massenstart | Staffel | Gesamt |
| ------------------- | ------ | ------ | ---------- | ----------- | ------- | ------ |
| 1. Platz            |        |        |            |             |         |        |
| 2. Platz            |        |        |            |             |         |        |
| 3. Platz            |        |        |            |             |         |        |
| Top 10              |        |        |            |             |         |        |
| Punkteränge         |        |        |            |             | 1       | 1      |
| Starts              | 1      |        |            |             | 1       | 2      |
| Stand: Karriereende |        |        |            |             |         |        |